# 갈레이 빌딩 화재

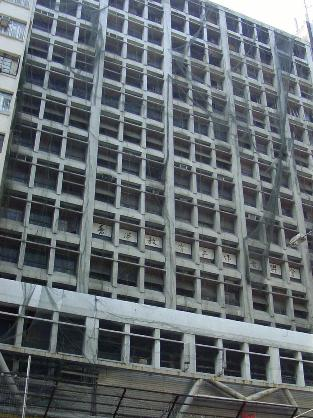
2002년의 갈레이 빌딩

갈레이 빌딩 화재는 1996년 11월 20일, 홍콩 주룽 지역에 위치한 복합 쇼핑센터 건물인 갈레이 빌딩에서 일어난 화재 사고이며, 인명피해로는 사망 41명, 부상 81명에 이르는 대형 사고이다.
층수 규모로만 하여도 지상 16층이나 되며, 홍콩의 영국 식민지 시절 당시 있었던 최악의 사건 및 사고이다.
화재 당시 낡은 상가 건물로, 스프링클러 설비와 화재 경보 장치가 없었던 것으로 보여 발화지점이 엘리베이터에 있었던 것으로 전해졌다.